# Michael Gerstberger
Michael Gerstberger (* 23. April 1867 in Gurten, Oberösterreich; † 30. April 1931 in Linz, Oberösterreich) war Landwirt und Politiker.

## Leben
Nachdem Gerstberger 1892 den elterlichen Hof übernommen hatte, entfaltete er seine Tätigkeit insbesondere in der landwirtschaftlichen Berufsvertretung und in der Kommunal- und Landespolitik. So war er an der Gründung bzw. Weiterentwicklung der Rinderzuchtverbände und der landwirtschaftlichen Genossenschaften maßgeblich beteiligt. 1908 wurde er Mitglied des Landeskulturrates, daneben war er Gründungsmitglied des Oberösterreichischen Bauernbundes. Von 1898 bis 1901 und von 1913 bis 1919 war er Bürgermeister von Gurten, dann bis 1925 Mitglied des Gemeindeausschusses. Zwischen 1909 und 1918 gehörte er auch dem Landtag an und 1918/1919 der Provisorischen Landesversammlung. Gerstberger war zweimal verheiratet und hatte zehn Kinder.

## Ehrungen
Ökonomierat, Bischöflicher Ehrenrat, Ehrenbürger von Gurten.